# Marek Czerny
Marek Czerny (ur. 21 sierpnia 1951 w Częstochowie, zm. 26 września 1972 w Krakowie) – polski żużlowiec.
Od 1970 zawodnik częstochowskiego CKM "Włókniarz"; współtwórca awansu drużyny do I ligi. Zmarł wskutek ran odniesionych w wypadku 31 sierpnia 1972 w Rzeszowie, w turnieju o Srebrny Kask.
W Częstochowie upamiętniony jest memoriałem (wraz z Bronisławem Idzikowskim, również tragicznie zmarłym żużlowcem). Groby obu znajdują się na częstochowskim cmentarzu św. Rocha.
16 lutego 2012 roku jego imieniem nazwano rondo u zbiegu ulic Olsztyńskiej i Żużlowej w Częstochowie.